# Ализе Корне
Ализе Корне (фр. Alizé Cornet; Ница, 22. јануар 1990) француска је тенисерка.
Године 2008. постала је члан Тениске репрезентације Француске у такмичењу Светске лиге у Фед купу.

### Пласман на ВТА листи на крају сезоне
| Година  | 2004. | 2005. | 2006. | 2007. | 2008. | 2009. | 2010. | 2011. | 2012. | 2013. | 2014. | 2015. | 2016. | 2017. | 2018. | 2019. | 2020. | 2021. | 2022. |
| Пласман | 861.  | 308.  | 189.  | 57.   | 16.   | 50.   | 78.   | 89.   | 44.   | 27.   | 20.   | 43    | 46    | 38    | 47    | 60    | 53    | 59    | 36    |

## Резултати Ализе Корне

### Победе у финалу појединачно (6)
| Бр. | Датум    | Турнир                                        | Катего- рија | Наградни фонд $ | Подлога      | Противница у финалу | Резултат       |
| --- | -------- | --------------------------------------------- | ------------ | --------------- | ------------ | ------------------- | -------------- |
| 1   | 07/07/08 | Велика награда Будимпеште, Будимпешта         |              | 175000          | земља (отв.) | Андреа Клепач       | 7-6(5), 6-3    |
| 2   | 17/06/12 | Отворено првенство Бад Гаштајна, Бад Гастајн  | Међународни  | 220000          | земља (отв.) | Јанина Викмајер     | 7-5, 7-6(1)    |
| 3   | 25/05/13 | Међународно првенство Стразбура, Бад Стразбур | Међународни  | 235000          | земља (отв.) | Луција Храдецка     | 7-6(4), 6-0    |
| 4   | 13/04/14 | Отворено првенство Катовице, Катовице         | Међународни  | 250000          | тврда        | Камила Ђорђи        | 7-6(3) 5-7 7-5 |
| 5   | 16/01/16 | Међународно првенство Хобарта, Хобарт         | Међународни  | 250000          | тврда (отв.) | Јуџини Бушард       | 6-1, 6-2       |
| 6   | 22/07/18 | Турнир у Гштаду, Гштад                        | Међународни  | 250000          | тврда (отв.) | Манди Минела        | 6-4, 7-6(6)    |

### Порази у финалу појединачно (2)
|   | Датум    | Име и место турнира    | Кат. | ($)       | Терен       | Противник       | Резултат      |
| - | -------- | ---------------------- | ---- | --------- | ----------- | --------------- | ------------- |
| 1 | 25/02/08 | Мексико опен, Акапулко |      | 180.000   | земља (от.) | Флавија Пенета  | 6-0, 4-6, 6-1 |
| 2 | 12/05/08 | Турнир у Риму, Рим     |      | 1.340.000 | шљака (от.) | Јелена Јанковић | 6-2, 6-2      |

### Победе у пару (1)
|   | Датум    | име и место турнира                   | Кат. | ($)    | Терен        | Партнерка       | Противници                      | Резултат          |
| 1 | 07/07/08 | Велика награда Будимпеште, Будимпешта |      | 175000 | земља (отв.) | Јанета Хусарова | Ванеса Хенке Јоана Ралука Олару | 6-7(5), 6-1, 10-6 |

### Порази у финалу у пару (0)
Ниједна

### Учешће наГренд слемтурнирима

#### Појединачно
| Година | Аустралијан опен | Аустралијан опен   | Ролан Гарос | Ролан Гарос       | Вимблдон | Вимблдон        | Ју-Ес опен | Ју-Ес опен      |
| ------ | ---------------- | ------------------ | ----------- | ----------------- | -------- | --------------- | ---------- | --------------- |
| 2005.  | -                | -                  | 2. коло     | Амели Моресмо     | -        | -               | -          | -               |
| 2006.  | 1. коло          | Аико Накамура      | 2. коло     | Татјана Гарбин    | -        | -               | -          | -               |
| 2007.  | 1. коло          | Данијела Хантухова | 1. коло     | Винус Вилијамс    | 2. коло  | Ај Сугијама     | 3. коло    | Јелена Јанковић |
| 2008.  | 2. коло          | Данијела Хантухова | 3. коло     | Агњешка Радвањска | 1. коло) | А. Пављученкова | 3. коло)   | А. Гренефелд    |

### У пару
| Година | Аустралијан опен  | Аустралијан опен                  | Ролан Гарос             | Ролан Гарос                     | Вимблдон            | Вимблдон                   | Ју-Ес опен | Ју-Ес опен |
| 2006.  | -                 | -                                 | 1. коло Виржини Пише    | Аљона Бондаренко Јулијана Федак | -                   | -                          | -          | -          |
| 2007.  | -                 | -                                 | 1. коло Јулија Федосова | Стефани Форец Камиј Пин         | -                   | -                          | -          | -          |
| 2008.  | 1. коло Камиј Пен | Ивета Бенешова Галина Воскобојева | 2. коло Т. Бачински     | А. Бондаренко К. Бондаренко     | 1. коло Т. Бачински | Р. Колс-Џонс Абигејл Спирс | -          | -          |

## Учешће уФед купу
- Детаљи Фед куп профил